# راسپوتین: بنده شریر سرنوشت
راسپوتین: بنده شریر سرنوشت یک فیلم تلویزیونی آمریکایی و محصول سال ١٩٩٦ میلادی است.

## موضوع فیلم
در سیبری مردی به نام گریگوری راسپوتین که در پطروگراد زندگی می کند به عنوان کشیش مشغول کار است این شخص دارای چشمان با نفوذی است و دارای چندین سوابق مجرمیت است و یک دفعه مرتکب قتل شده که نتوانسته اند او را دستگیر کنند تزار و همسرش که از بیماری فرزندشان رنج می برند،از راسپوتین دعوت می کنند تا...